# جنچیوو-کولونگا
جنچیوو-کولونگا (به لهستانی:  Dzięcioły-Kolonia) یک روستا در لهستان است که در گمینا ستردنگ واقع شده‌است.